# Fissistigma poilanei
Fissistigma poilanei (Ast) Tsiang & P.T.Li – gatunek rośliny z rodziny flaszowcowatych (Annonaceae Juss.). Występuje naturalnie w Wietnamie oraz południowych Chinach (w południowej części prowincji Junnan). 

## Morfologia
PokrójZimozielone i zdrewniałe liany dorastające do 7 m wysokości. Młode pędy są owłosione.
LiścieMają podłużnie lancetowaty kształt. Mierzą 6,5–16 cm długości oraz 2–4,5 cm szerokości. Są mniej lub bardziej skórzaste, owłosione od spodu. Nasada liścia jest klinowa. Blaszka liściowa jest o spiczastym wierzchołku. Ogonek liściowy jest owłosiony i dorasta do 10–15 mm długości.
KwiatyZebrane po 2–8 w wierzchotki, rozwijają się naprzeciwlegle lub prawie naprzeciwlegle do liści. Działki kielicha mają owalnie trójkątny kształt, są owłosione od wewnętrznej strony i dorastają do 2 mm długości. Płatki zewnętrzne mają odwrotnie trójkątny kształt, są owłosione od wewnątrz i osiągają do 10 mm długości, natomiast wewnętrzne są owalne, owłosione od wewnętrznej strony i mierzą 7 mm długości. Kwiaty mają owłosione słupki o podłużnym kształcie i długości 3 mm.
OwoceZebrane w owoc zbiorowy o kulistym kształcie. Są omszone, osadzone na szypułkach. Osiągają 2 mm średnicy.

## Biologia i ekologia
Rośnie na otwartych przestrzeniach w lasach. Występuje na wysokości od 700 do 1000 m n.p.m. Kwitnie od czerwca do grudnia, natomiast owoce pojawiają się od czerwca do kwietnia.